# Microcerotermes
Microcerotermes es un género de termitas isópteras perteneciente a la familia Termitidae que tiene las siguientes especies:
1. Microcerotermes acerbus
2. Microcerotermes algoasinensis
3. Microcerotermes amboinensis
4. Microcerotermes annandalei
5. Microcerotermes apricitatis
6. Microcerotermes arboreus
7. Microcerotermes baluchistanicus
8. Microcerotermes barbertoni
9. Microcerotermes beesoni
10. Microcerotermes bequaertianus
11. Microcerotermes biroi
12. Microcerotermes biswanathae
13. Microcerotermes boreus
14. Microcerotermes bouvieri
15. Microcerotermes brachygnathus
16. Microcerotermes buettikeri
17. Microcerotermes bugnioni
18. Microcerotermes cameroni
19. Microcerotermes cavus
20. Microcerotermes celebensis
21. Microcerotermes chaudhryi
22. Microcerotermes collinsi
23. Microcerotermes crassus
24. Microcerotermes cylindriceps
25. Microcerotermes dammerman
26. Microcerotermes danieli
27. Microcerotermes debilicornis
28. Microcerotermes depokensis
29. Microcerotermes distans
30. Microcerotermes distinctus
31. Microcerotermes diversus
32. Microcerotermes dolichocephalicus
33. Microcerotermes dolichognathus
34. Microcerotermes dumisae
35. Microcerotermes durbanensis
36. Microcerotermes edentatus
37. Microcerotermes elegans
38. Microcerotermes eugnathus
39. Microcerotermes exiguus
40. Microcerotermes fletcheri
41. Microcerotermes fuscotibialis
42. Microcerotermes gabrielis
43. Microcerotermes ganeshi
44. Microcerotermes gracilis
45. Microcerotermes greeni
46. Microcerotermes hamatus
47. Microcerotermes havilandi
48. Microcerotermes heimi
49. Microcerotermes hypaenicus
50. Microcerotermes ilalazonatus
51. Microcerotermes implacidus
52. Microcerotermes indistinctus
53. Microcerotermes insularis
54. Microcerotermes kudremukhae
55. Microcerotermes kwazulu
56. Microcerotermes labioangulatus
57. Microcerotermes lahorensis
58. Microcerotermes lateralis
59. Microcerotermes laticeps
60. Microcerotermes laxmi
61. Microcerotermes leai
62. Microcerotermes limpopoensis
63. Microcerotermes longiceps
64. Microcerotermes longignathus
65. Microcerotermes longimalatus
66. Microcerotermes losbanosensis
67. Microcerotermes macacoensis
68. Microcerotermes madurae
69. Microcerotermes maliki
70. Microcerotermes malmesburyi
71. Microcerotermes manjikuli
72. Microcerotermes marilimbus
73. Microcerotermes masaiaticus
74. Microcerotermes minor
75. Microcerotermes minutus
76. Microcerotermes mzilikazi
77. Microcerotermes nanulus
78. Microcerotermes nanus
79. Microcerotermes nemoralis
80. Microcerotermes nervosus
81. Microcerotermes newmani
82. Microcerotermes nicobarensis
83. Microcerotermes novaecaledoniae
84. Microcerotermes pakistanicus
85. Microcerotermes palaearcticus
86. Microcerotermes palestinensis
87. Microcerotermes papuanus
88. Microcerotermes paracelebensis
89. Microcerotermes parvulus
90. Microcerotermes parvus
91. Microcerotermes periminutus
92. Microcerotermes philippinensis
93. Microcerotermes pondweniensis
94. Microcerotermes prochampioni
95. Microcerotermes progrediens
96. Microcerotermes propinquus
97. Microcerotermes psammophilus
98. Microcerotermes raja
99. Microcerotermes rambanensis
100. Microcerotermes remotus
101. Microcerotermes repugnans
102. Microcerotermes rhombinidus
103. Microcerotermes sabahensis
104. Microcerotermes sakesarensis
105. Microcerotermes sanctaeluciae
106. Microcerotermes secernens
107. Microcerotermes septentrionalis
108. Microcerotermes serratus
109. Microcerotermes serrula
110. Microcerotermes sikorae
111. Microcerotermes silvestrianus
112. Microcerotermes solidus
113. Microcerotermes strunckii
114. Microcerotermes subtilis
115. Microcerotermes taylori
116. Microcerotermes tenuignathus
117. Microcerotermes theobromae
118. Microcerotermes thermarum
119. Microcerotermes turkmenicus
120. Microcerotermes turneri
121. Microcerotermes uncatus
122. Microcerotermes unidentatus
123. Microcerotermes zuluensis
124. Microcerotermes zuluoides